# Teyateyaneng

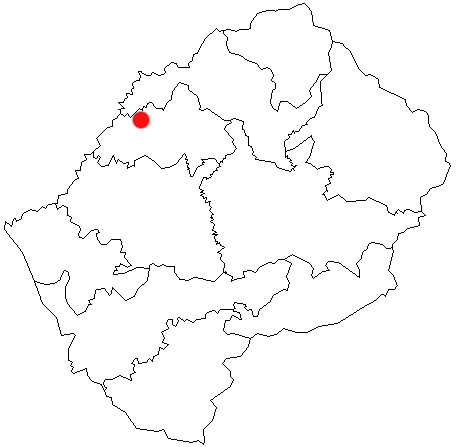
Lokalisering av Teyateyaneng i Lesotho.

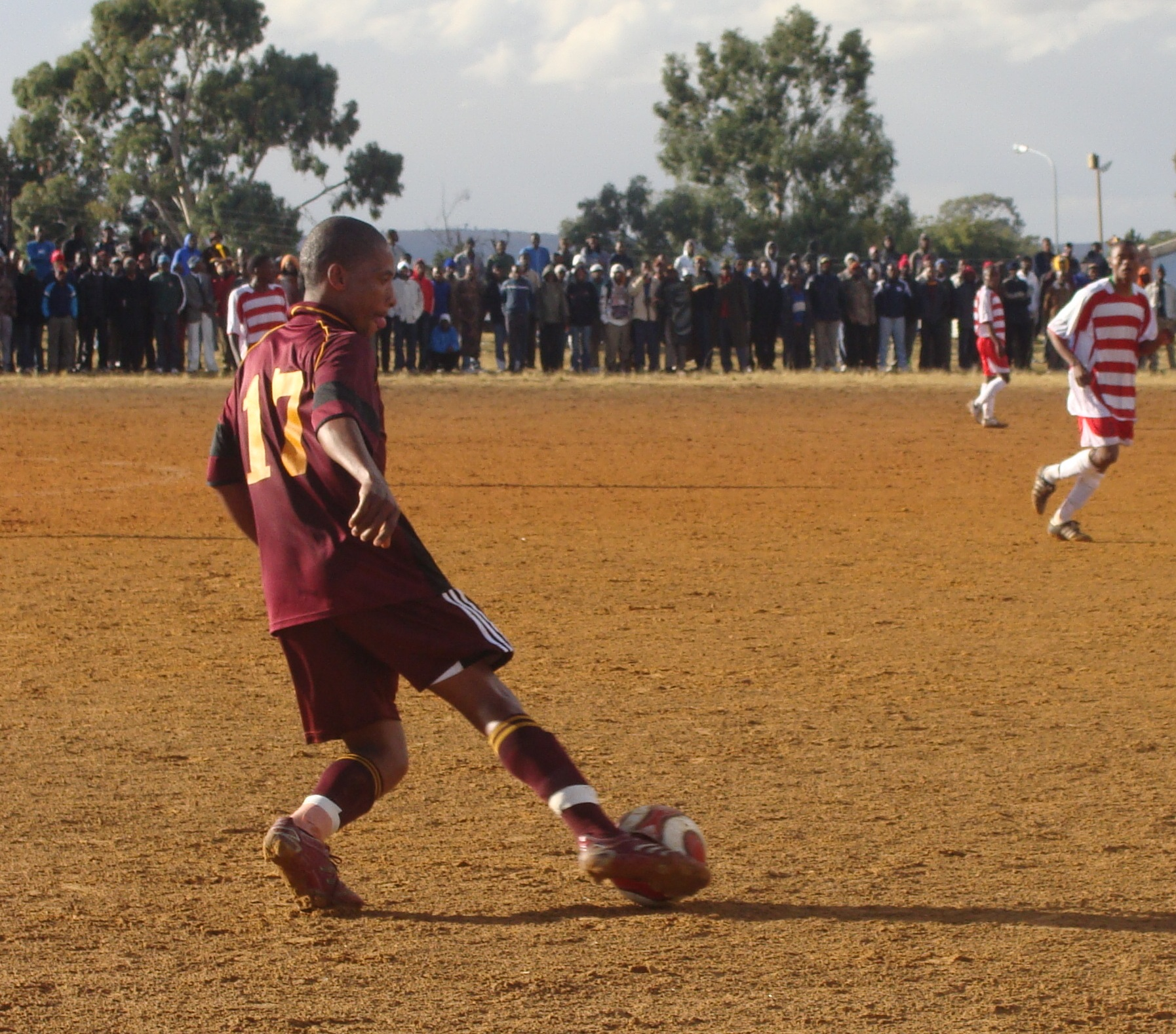
Fotbollsspelare i Lioli FC.

Teyateyaneng är en stad i Lesotho, centralort i distriktet Berea, belägen på en högplatå 1600 meter över havet, 40 kilometer nordost om huvudstaden Maseru, vid riksvägen Main North One, en väg som går parallellt med den sydafrikanska gränsen. Centralorten hade 22 289 invånare vid folkräkningen 2006. Staden har ett sjukhus och tre skolor.
Teyateyaneng grundades 1886 av hövding Masophal. Hundraårsminnet 1986 firades med en sportturnering. Staden har en fotbollsklubb, Lioli FC, som 1985 vann landsmästerskapet för första gången.